# Thomas S. Power
General Thomas Sarsfield Power (18 de junho de 1905 – 6 de dezembro de 1970) foi um oficial da Força Aérea dos Estados Unidos que serviu como comandante-em-chefe do Comando Aéreo Estratégico. Ele foi um aviador militar ativo por mais de 30 anos.
Thomas Sarsfield Power nasceu na cidade de Nova York em 1905, filho de imigrantes irlandeses. Seus pais eram Thomas Stack Power, um vendedor de produtos secos, e Mary Amelia Power (nascida Rice), que havia chegado aos Estados Unidos em 1900. Seus pais eram de uma família rica, mas a melhor terra e seu gado eram destinados a outros em Tipperary, Irlanda.
Power frequentou a Barnard Preparatory School em Nova York e ingressou na escola de aviação do Corpo Aéreo do Exército dos Estados Unidos em 17 de fevereiro de 1928. Após a formatura e receber sua classificação, ele foi nomeado segundo-tenente do Corpo Aéreo do Exército em 28 de fevereiro de 1929.